# Flaminio Piccoli
Flaminio Piccoli (Kirchbichl, 28 dicembre 1915 – Roma, 11 aprile 2000) è stato un politico italiano, esponente della corrente dei dorotei nella Democrazia Cristiana, di cui è stato due volte segretario e presidente del partito. Inoltre ha ricoperto gli incarichi di Ministro delle partecipazioni statali in 3 governi (Rumor III, Colombo e Andreotti I), presidente dell'Internazionale Democratica Centrista dal 1986 al 1989, deputato alla Camera, senatore della Repubblica ed europarlamentare.

## Biografia
Nacque il 28 dicembre 1915 a Kirchbichl, un paesino del Tirolo austriaco, dove la sua famiglia, originaria di Borgo Valsugana (Trento), era stata trasferita in seguito alla dichiarazione di guerra del Regno d'Italia all'Austria-Ungheria nella prima guerra mondiale, figlio di Bennone Piccoli, archivista nell’amministrazione austriaca, e Teresa Rigo, era l'ultimo di quattro figli (Ada, Nilo e Adone).
Nel primo dopoguerra, tornato in Trentino, dove compì gli studi medi e di ragioneria nelle scuole di Trento. Successivamente si iscrisse all'Università Ca' Foscari di Venezia, dove si laureò in Lingue e Letterature straniere nel 1938, presentando una tesi sulla poetica di Charles Baudelaire. In questi anni prese parte al movimento cattolico trentino, animato dall'arcivescovo Celestino Endrici; in particolare, frequentò l'associazione studentesca "Juventus" e l'Associazione degli Universitari Cattolici Trentini.
Nel 1940, in seguito all’entrata dell’Italia nella seconda guerra mondiale, fu inviato al fronte come capitano degli Alpini. Fu impegnato sul fronte in Francia, poi in Albania nel corso del 1940-41, in Montenegro nel 1941-42 (dove si guadagnerà una medaglia d’argento al valor civile nel tentativo di salvare due uomini del suo battaglione che si erano gettati in un torrente per trovare sollievo dal caldo soffocante), nel 1942-43 nella zona d’occupazione nel Delfinato; dopo l'8 settembre 1943 viene fatto prigioniero e riesce a fuggire dal convoglio tedesco che doveva condurlo in un campo di concentramento in Polonia.
Partecipa attivamente alla Resistenza e alla guerra di liberazione, in rappresentanza della DC. Il 7 maggio 1945, è incaricato dei rapporti con la stampa. Condirettore dell'organo del CLN di Trento «Liberazione Nazionale». L'impegno politico di Flaminio Piccoli si estrinseca nel giornalismo: nell'agosto 1945 fonda Il Popolo Trentino, che nel 1951 assume il nome de L'Adige. Dopo una lunga esperienza giornalistica diviene segretario generale della Federazione internazionale dei giornalisti cattolici e per lunghi anni presidente dell'Unione della stampa cattolica italiana.
Sempre nel corso del 1945 Piccoli propone e realizza la costituzione dell'Università popolare e dell'Associazione a difesa degli emigrati «Il Trentino nel mondo». Nello stesso anno sposa Maria Cescatti. Diviene presidente della giunta diocesana dell'Azione Cattolica trentina, chiamatovi nel 1952 dall'arcivescovo Carlo De Ferrari. È in questa veste che Piccoli, assieme a monsignor Alfonso Cesconi, rivendica l'esigenza di distinzione tra i compiti di formazione religiosa e spirituale dell'associazionismo cattolico e il ruolo politico e autonomo del partito.
Questa presa di posizione gli costa anche un intervento de L'Osservatore Romano e la sua rimozione dalla presidenza diocesana dell'associazione cattolica trentina. Nel 1957 diviene segretario provinciale della Democrazia Cristiana trentina. Nelle elezioni del 1958 viene eletto per la prima volta alla Camera dei deputati. Comincia una lunga carriera parlamentare che lo vede per trentaquattro anni sui banchi di Montecitorio fino al 1992, allorché viene eletto senatore nel collegio di Castellammare di Stabia (NA).

### Segretario della Democrazia Cristiana
In seno alla DC partecipa alla corrente di Iniziativa democratica che segna il passaggio dalla generazione degasperiana alla cosiddetta "seconda generazione" e, successivamente, all'inizio degli anni sessanta, partecipa alla fondazione della corrente dei dorotei. Il 19 gennaio 1969, Piccoli venne eletto segretario nazionale del partito, incarico che lascia volontariamente nell'autunno dello stesso anno a seguito della divisione della corrente dorotea nelle correnti di Iniziativa Popolare (l'area maggioritaria che fa riferimento a Piccoli, Rumor e Bisaglia) e Impegno Democratico (che invece riunisce gli esponenti che si riconoscono in Emilio Colombo e Giulio Andreotti). Alla segreteria gli succede Arnaldo Forlani.

### Ministro e Capogruppo DC alla Camera

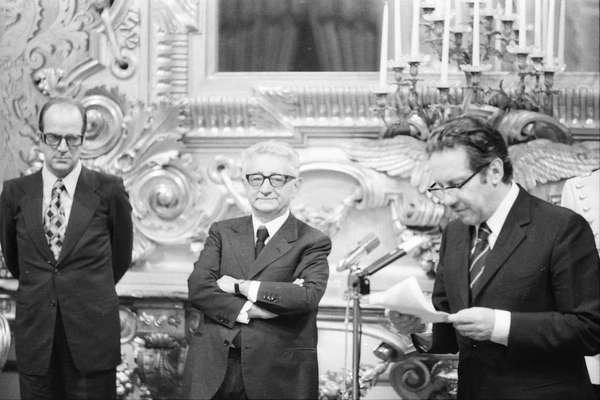
Piccoli con il Presidente della Repubblica Giovanni Leone nel 1973

Nel 1970, con la nascita del terzo governo presieduto dall'uscente Mariano Rumor tra le forze politiche che costituivano il centro-sinistra "organico" (DC, PSI, PSDI e PRI), viene chiamato a ricroprire la carica di Ministro delle partecipazioni statali (primo e unico incarico di governo della sua lunghissima carriera politica), che manterrà nei successivi governi Colombo e Andreotti I fino alla conclusione anticipata della legislatura nel 1972 (la prima volta nella storia repubblicana). Durante il suo mandato, a causa della commistione di pubblico e privato nel ministero delle Partecipazioni statali, fu spesso investito dal fuoco delle critiche e delle polemiche, a cui diede alle stampe un libro in cui spiegò gli orientamenti e le strategie del dicastero che stava guidando (Le partecipazioni statali: una formula per lo sviluppo, Milano 1970).
Alle elezioni politiche anticipate del 1972 viene ricandidato alla Camera dei deputati, e rieletto deputato tra le liste della DC nella circoscrizione Trento-Bolzano, dove viene eletto successivamente presidente del gruppo parlamentare della DC alla Camera "Democratico Cristiano" nella VI Legislatura (25 maggio 1972 al 4 luglio 1976); successivamente è capogruppo della DC anche nella VII Legislatura (dal 15 luglio 1976 al 2 ottobre 1978). In questa veste è destinatario di una delle richieste di Aldo Moro dalla prigionia: Moro gli chiede di far intervenire il colonnello Stefano Giovannone, responsabile dei servizi segreti italiani per il Medio Oriente. All’indomani del tragico ritrovamento del corpo di Moro in via Caetani sembrò, per un momento, che Piccoli potesse andare a sostituire Francesco Cossiga, dimissionario ministro degli Interni: Piccoli invece nell’estate del 1978 venne eletto presidente del Consiglio nazionale della DC, a coprire il posto lasciato vacante proprio da Aldo Moro.

#### Legge sul finanziamento pubblico ai partiti
Il finanziamento pubblico ai partiti fu introdotto dalla legge del 2 maggio 1974 n. 195 (cosiddetta legge Piccoli). Proposta come primo firmatario da Piccoli, la norma venne approvata in soli 16 giorni con il consenso di tutti i partiti, ad eccezione del PLI.
La legge imponeva l'obbligo di presentazione di un "bilancio" da pubblicare su un quotidiano e da comunicare al Presidente della Camera, che esercitava un controllo formale assistito da un ufficio di revisori, cioè il "Collegio di revisori ufficiali dei conti". Infatti essa da un lato introdusse il finanziamento per i gruppi parlamentari "per l'esercizio delle loro funzioni" e per "l'attività propedeutica dei relativi partiti", obbligando il gruppo stesso a versare il 95% ai partiti, mentre dall'altro introdusse un finanziamento per l'attività "elettorale" dei partiti. La legge disciplinava anche il finanziamento privato.
Con la nuova legge, sorta dopo alcuni scandali degli anni Sessanta e Settanta, il Parlamento intendeva rassicurare l'opinione pubblica che, attraverso il sostentamento diretto dello Stato, i partiti avrebbero resistito alla tentazione di ricorrere a finanziamenti motivati da intenti corruttivi. A bilanciare tale previsione, si introdusse il divieto - per i partiti - di percepire finanziamenti da strutture pubbliche e un obbligo penalmente sanzionato di pubblicità e di iscrizione a bilancio dei finanziamenti provenienti da privati, se superiori ad un certo ammontare.

### Ritorno alla segreteria della DC

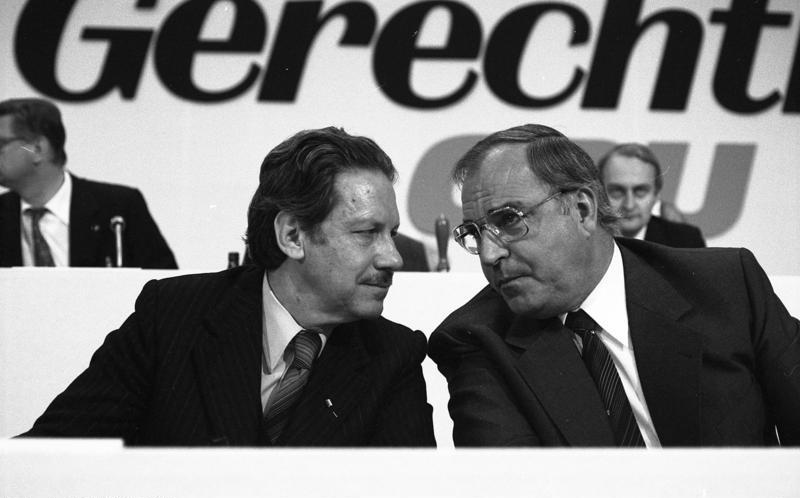
Piccoli col presidente dell'Unione Cristiano-Democratica di Germania Helmut Kohl nel 1978

Nella fase del "dopo Moro" Piccoli rimase in una posizione di aperta collaborazione con la linea del segretario Benigno Zaccagnini e della "sinistra democristiana", ma allo stesso tempo fu risoluto nel negare un’evoluzione del Compromesso storico che portasse al governo il Partito Comunista Italiano. A più riprese confermò la validità del disegno Moroteo, ma al contempo spiegò che Moro aveva sostenuto l’esigenza di un accordo limitato nel programma e nel tempo, tra forze politiche, anche profondamente diverse, per fronteggiare l’emergenza economica e dell’ordine pubblico.
Tra il 15 e 20 febbraio 1980, durante il XIV Congresso della DC, che sancì a tutti gli effetti la fine del Compromesso storico, viene nuovamente eletto segretario nazionale, grazie al sostegno di Arnaldo Forlani e del "Preambolo" (gruppo di correnti moderate a cui vi aderivano i dorotei), avviando un processo di apertura della Democrazia Cristiana al mondo cattolico che porta all'Assemblea nazionale degli "esterni" e all'impegno diretto in politica di molti intellettuali dell'area cattolica.

### Ritorno alla presidenza della DC

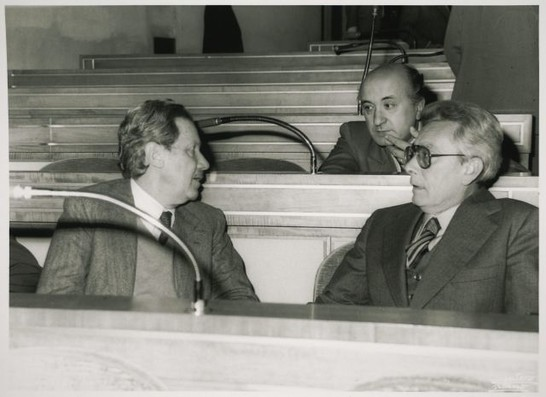
Piccoli assieme a Ciriaco De Mita e Arnaldo Forlani alla commemorazione dei cent'anni dalla nascita di Alcide De Gasperi nel 1981

Dopo il XV congresso della DC a Roma nel 1982, Piccoli dichiarò conclusa la sua esperienza di segretario e sostenne la candidatura di Ciriaco De Mita, leader della corrente "Base" nella DC, che gli successe nella carica. All’indomani del Congresso il Consiglio nazionale dell’11 maggio propose a Piccoli di riassumere il ruolo di presidente dell’Assemblea, carica mantenuta fino al 5 maggio 1986. Dopo la fine della sua 2ª segreteria, Piccoli rimase quindi ai vertici del partito, ponendosi ancora come una fra le voci più ascoltate e autorevoli della DC, ma già con un ruolo diverso: una sorta di garante del partito, più distante dalle correnti e dalle battaglie che ne stabilivano la direzione politica.

#### Legge Piccoli n. 73/1985
La lotta alla fame nel mondo è invece l'obiettivo che intese conseguire un'altra legge che prende il nome dal leader democristiano trentino, la n. 73 del 1985, con cui venne istituito un fondo (denominato Fondo aiuti italiani) per la realizzazione di programmi integrati plurisettoriali in una o più aree sottosviluppate caratterizzate da emergenza endemica e da alti tassi di mortalità. Piccoli si era fatto promotore di questa legge raccogliendo l'invito del leader radicale Marco Pannella. La legge prevedeva anche l'istituzione di un sottosegretariato in capo al Ministero degli Esteri incaricato di gestire il fondo. Primo sottosegretario fu il socialista Francesco Forte.

### Presidente dell'IDC e della Commissione Esteri

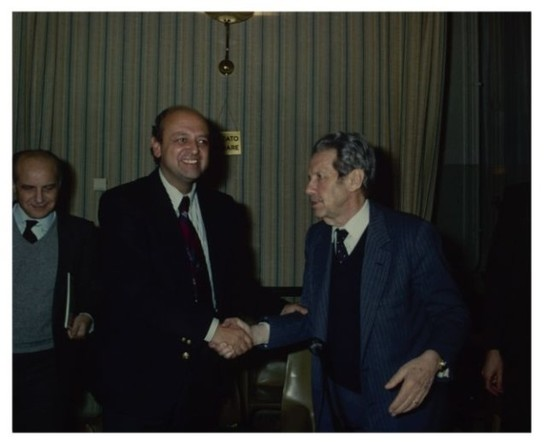
Piccoli incontra con il presidente della Camera dei deputati del Cile José Antonio Viera-Gallo nel 1991

Dal 1986 al 1989 Piccoli ricopre la carica di presidente dell'Internazionale Democratica Centrista, presiedendo in questo ruolo conferenze "ideologiche" in varie parti del mondo, e rieletto per l'ottava, ed ultima volta, a Montecitorio nelle politiche del 1987, fu presidente della 3ª Commissione Affari Esteri e Comunitari della Camera per tutto il corso della X legislatura della Repubblica, svolgendo un'intensa attività di politica estera e di collaborazione internazionale. In qualità di presidente della Commissione Esteri, ad aprile del 1988 compie un viaggio nell'ex-Unione Sovietica, nel corso della quale pronuncia alcune frasi relative alla spedizione italiana in Russia nella seconda guerra mondiale, che suscitano reazioni polemiche (soprattutto da parte del deputato Mirko Tremaglia dell'MSI, anch'egli membro della commissione) e un dibattito alla Camera. In particolare afferma di essere contento che l'Italia abbia perso la guerra perché così ha riacquistato la libertà e che chi ha scatenato la guerra non merita sepoltura cristiana.

### Elezione a senatore e ultimi anni

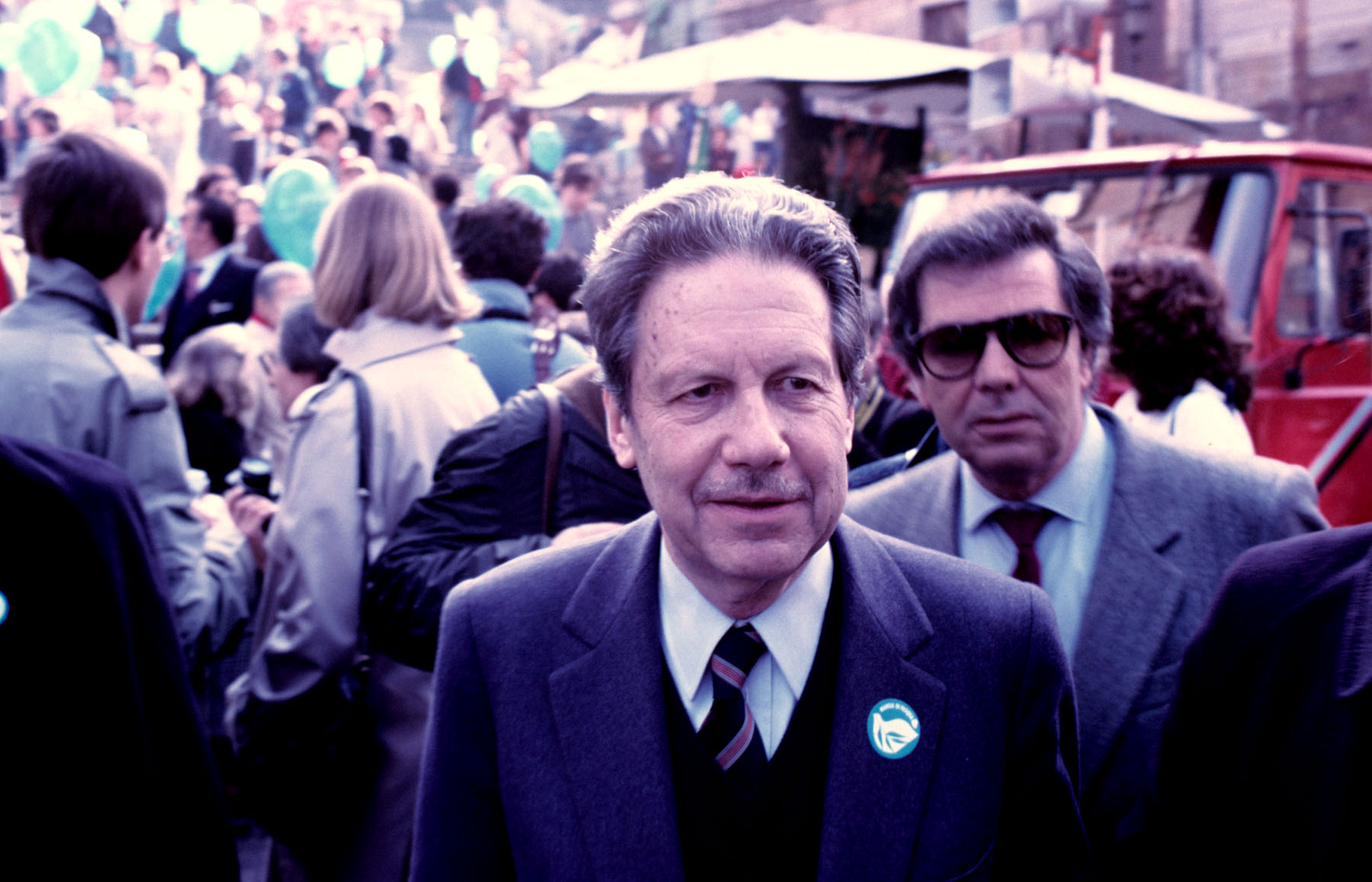
Flaminio Piccoli alla Marcia della pace a Roma nel 1985

In vista delle elezioni politiche del 1992, in una campagna elettorale con un clima decisamente ostile nei confronti dei tradizionali partiti politici che avevano dominato la scena politica italiana per quasi mezzo secolo, Piccoli, per la prima volta dal 1958 venne clamorosamente escluso dalle candidature della DC trentina, impegnata in una faticosa azione di rinnovamento e di restyling. Con una decisione altrettanto clamorosa e che fece allora molto rumore, egli accettò l’offerta dell’amico e discepolo Antonio Gava di candidarsi e nel collegio di Castellamare Di Stabia, considerato sicuro, ma noto per un'alta concentrazione mafiosa.
A seguito delle accuse di mafia rivolte dalla Procura di Palermo contro Giulio Andreotti, Piccoli intervenne a sua difesa, affermando che "chi colpisce Andreotti in realtà vuole indebolire il ruolo dell'Italia in Europa". Contrario allo scioglimento della Democrazia Cristiana, nel 1994 non aderisce al Partito Popolare Italiano (PPI ).
Nelle politiche del 1994 decise di non ricandidarsi e l'anno seguente si avvicinò ai Cristiani Democratici Uniti di Rocco Buttiglione, partito nato a seguito della sua separazione dal PPI, condividendo pienamente l'iniziativa di contribuire al centro-destra guidato da Silvio Berlusconi, cercando contestualmente di non disperdere le idee i valori della DC. Nel 1997 fu tra i fondatori del movimento per la Rinascita della Democrazia Cristiana, decisamente alternativo alla sinistra. Sebbene privo di adesioni altisonanti, ebbe modo di partecipare, anche sotto diverse denominazioni, ad alcune elezioni amministrative.
Flaminio Piccoli si è spento a Roma l'11 aprile 2000 all'età di 84 anni, venendo in seguito tumulato nel cimitero monumentale di Trento.

## Vita privata
È padre di Flavia Piccoli Nardelli, deputata alla Camera per il Partito Democratico e presidente della 7ª Commissione Cultura, scienza e istruzione nel corso della XVII legislatura.

## Incarichi di governo
| Incarico                              | Mandato                           | Governo             |
| ------------------------------------- | --------------------------------- | ------------------- |
| Ministro delle partecipazioni statali | 27 marzo 1970 - 6 agosto 1970     | Governo Rumor III   |
| Ministro delle partecipazioni statali | 6 agosto 1970 - 17 febbraio 1972  | Governo Colombo     |
| Ministro delle partecipazioni statali | 17 febbraio 1972 - 31 maggio 1972 | Governo Andreotti I |